# Русначенко, Наталья Ивановна
Ната́лья Ива́новна Русначе́нко (род. 13 мая 1969, Тирасполь) — советская, а позже австрийская гандболистка, вратарь, бронзовый призёр Олимпийских игр.

## Карьера
Начала заниматься гандболом в тираспольской специализированной школе олимпийского резерва СДЮШОР-1. Первый тренер — Галина Василькова. В дальнейшем занималась у заслуженных тренеров Молдавской ССР Валентина Попова и Степана Коева. Именно из Тирасполя попала в состав сначала юношеской, а затем — и первой сборной Советского Союза.
На Олимпийских играх 1988 года Русначенко в составе сборной СССР выиграла бронзовую медаль. На турнире она провела 1 матч. Через 4 года в Барселоне Наталья представляла сборную Австрии и в её составе сыграла 3 матча, заняв 5-е место. В 2000 году на Играх Русначенко вновь заняла 5-е место, проведя 7 матчей.
В 1991 году по приглашению Игоря Турчина вместе с Ольгой Семёновой перешла в норвежский клуб «Фьелльхамар».
Трёхкратная обладательница Кубка чемпионов в составе киевского «Спартака» и пятикратная победительница Лиги чемпионов в составе команды «Хипо Нидеростеррайх» из города Мариа-Энцерсдорф.
Мать двоих сыновей — Алексея (играет в хоккей с шайбой в Тирольской лиге) и Михаила (гандболист, известен по играм за «Фюксе Берлин»). Проживает в Зосе под Веной.